# Andrij Werewski
Andrij Mychajłowycz Werewski, ukr. Андрій Михайлович Веревський (ur. 25 lipca 1974 w Połtawie) – ukraiński biznesmen i polityk, członek Partii Regionów (przeniósł się tam z Bloku Julii Tymoszenko w 2010 roku), Poseł Rady Najwyższej Ukrainy IV, V, VI i VII kadencji, członek Komitetu Rady Najwyższej Ukrainy ds. Polityki Rolnej i Relacji Gruntowych.

## Życiorys
W latach 1991–1992 studiował na Wydziale Sanitarno-Technicznym w Instytucie Inżynierii Budowlanej w Kijowie. W 2000 ukończył Trinity College w Oksfordzie (kurs ekonomiki współczesnej), a w następnym roku Narodowy Uniwersytet Agrarny. Uzyskał tytuł inżyniera licencjata agronomii.
Od 1993 roku, w ciągu ośmiu lat pozostawał na drugorzędnych pozycjach w spółkach - był pierwszym zastępcą dyrektora Połtawskiej Dyrekcji Obwodowej "Chlib Ukrainy", a następnie - zastępcą dyrektora generalnego "Zernoeksport" w Połtawie, potem - dyrektorem "Transagroinwest". Wreszcie, w 2001 roku został Prezesem Rady Nadzorczej firmy "Soniasznyk".
Rok później zajął się polityką - został wybrany na deputowanego ludowego. Dwa lata później stworzył swoją największą firmę "Kernel", która następnie stała się liderem na ukraińskim rynku butelkowanego oleju słonecznikowego i wielkości jego eksportu oraz jednym z największych ukraińskich eksporterów zbóż.
Po kilku latach pracy w parlamencie w 2008 roku został mianowany doradcą Premiera Julii Tymoszenko. W 2010 roku dołączył do prorządowej koalicji i na wyborach w 2012 został ponownie wybrany do Rady Najwyższej z Partii Regionów.
Oprócz 422 tysięcy hektarów należących do "Kernel" miliarder Werewski, zgodnie z opinią jego kolegów, nadzoruje dodatkowo około 300 000 ha gruntów.
W 2008 znalazł się na 31. miejscu w rankingu najbogatszych ludzi na Ukrainie, jego majątek szacowano wówczas na 0,715 mld USD. W 2010 uplasował się na 17. miejscu w rankingu, chociaż jego majątek nie zmienił się. Wiosną 2013 r. magazyn Fokus z majątkiem 1,247 mld USD uplasował Werewskiego na 13. miejscu w rankingu 200 najbogatszych ludzi na Ukrainie.
Jest żonaty i ma dwóch synów i córkę.